# 30.ª Divisão (Japão)
A 30ª Divisão foi uma divisão de infantaria do Império do Japão que serviu durante a Segunda Guerra Mundial. A divisão foi formada no dia 14 de maio de 1943 em Pyongyang, sendo desmobilizada no mês de setembro de 1945.

## Comandantes
| Comandante                      | Data                                         |
| ------------------------------- | -------------------------------------------- |
| Lt. General Asasaburo Kobayashi | 10 de junho de 1943 - 28 de março de 1944    |
| Lt. General Gyosaku Morozumi    | 28 de março de 1944 - 30 de setembro de 1945 |

## Subordinação
- 14º Exército - abril de 1944
- 35º Exército - agosto de 1944